# Ceratina laeviuscula
Ceratina laeviuscula är en biart som beskrevs av Wu 1963. Ceratina laeviuscula ingår i släktet märgbin, och familjen långtungebin. Inga underarter finns listade i Catalogue of Life.